# Wu Aiying

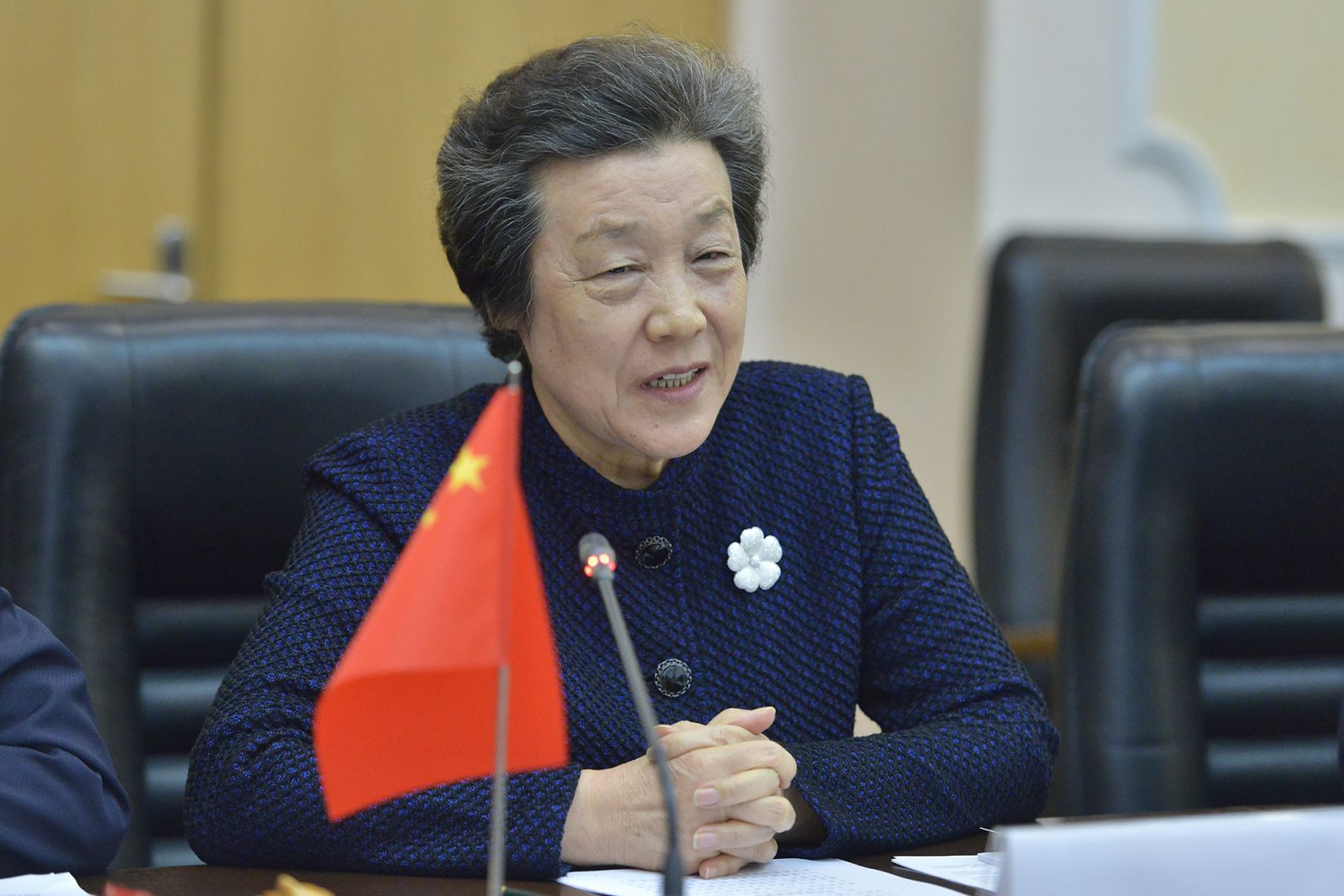
Wu Aiying

Wu Aiying (chinesisch 吴爱英; * Dezember 1951 in Changle, Weifang, Provinz Shandong) ist eine Politikerin der Kommunistischen Partei Chinas (KPCh) in der Volksrepublik China, die unter anderem zwischen 2005 und 2017 Justizministerin war.

## Leben
Wu Aiying wurde im Oktober 1970 Mitglied der Kommunistischen Partei Chinas (KPCh) und begann 1971 ein Studium an der Politikwissenschaftlichen Fakultät der Shandong-Universität, das sie 1973 abschloss. Danach begann sie ihre berufliche Laufbahn und war zunächst von 1974 bis 1975 Sekretärin des Parteikomitees der KPCh der in Changle liegenden Volkskommune Gaoya sowie anschließend zwischen 1975 und 1976 Mitglied des Ständigen Ausschusses des Stadtparteikomitees von Changle. Im Anschluss war sie von 1976 bis 1978 zeitgleich in Personalunion stellvertretende Sekretär des Stadtparteikomitees von Changle, Vizevorsitzende des Revolutionären Komitees von Changle sowie Sekretärin des Parteikomitees der in Changle liegenden Volkskommune Chengguan. Anschließend fungierte sie zwischen 1978 und 1982 als Sekretärin des Kommunistischen Jugendverbandes (KJVC) in der Präfektur Changwei sowie daraufhin von 1982 bis 1989 als stellvertretende Sekretärin des KJVC der Provinz Shandong.
Danach war Wu Aiying von 1989 bis 1990 zuerst Vize-Vorsitzende sowie im Anschluss zwischen 1990 und 1993 Vorsitzende der All-Chinesischen Frauenvereinigung (ACFV) der Provinz Shandong. Als solche war sie zudem zwischen 1992 und 1993 auch Präsidentin der Chinesischen Hochschule für weibliche Führungskader der Provinz Shandong. Auf dem XIV. Parteitag 1992 wurde sie Kandidatin des Zentralkomitee der Kommunistischen Partei Chinas (ZK der KPCh) und wurde als solche auch auf dem XV. Parteitag 1997 sowie dem XVI. Parteitag 2002 bestätigt. Sie war von 1993 bis 1998 Vize-Gouverneurin der Provinz Shandong sowie anschließend zwischen 1998 und 2003 Stellvertretende Sekretärin des KPCh-Provinzparteikomitees von Shandong. Zugleich fungierte sie zuletzt von 2002 bis 2003 als Vorsitzende des Provinzkomitees von Shandong der Politischen Konsultativkonferenz des chinesischen Volkes und war zudem zwischen 2003 und 2008 Mitglied des Nationalkomitees der Politischen Konsultativkonferenz des chinesischen Volkes. Ferner hatte sie zwischen 2003 und 2005 den Posten als Stellvertretende Sekretärin der Parteiführungsgruppe der KPCh im Justizministerium inne.
Am 1. Juli 2005 löste Wu Aiying Zhang Fusen als Justizministerin ab und hatte dieses Ministeramt fast zwölf Jahre lang bis zum 24. Februar 2017 inne, woraufhin Zhang Jun ihre Nachfolge antrat. Zugleich war sie zwischen Juli 2005 und Februar 2017 auch Sekretärin der Parteiführungsgruppe der KPCh im Justizministerium. Auf dem XVII. Parteitag 2007 wurde sie zum Mitglied des ZK der KPCh gewählt und gehörte diesem Gremium bis 2017 an. 2017 wurde sie Mitglied der Zentralen Kommission für Politik und Recht des ZK der KPCh.